# 上沃尔茨城郊镇
上沃尔茨城郊镇是奥地利施蒂利亚州穆劳县的一个市镇。总面积94.78平方公里，总人口855人，人口密度9.0人/平方公里（2005年）。